# Leonardo Farkas
Leonardo Julio Farkas Klein (Vallenar, 20 de março de 1967) é um empresário do ramo de mineração e filantropo chileno, descendente de judeus e húngaros. É reconhecido em seu país de origem e em outros países tanto por seu trabalho humanitário quanto por suas doações a diversas instituições ou pessoas, como o Teletón, os 33 mineiros, o ginasta Tomás González, e pessoas afetadas ou em situação de vulnerabilidade.

## Obras humanitárias
Ele é reconhecido no Chile, pelas suas obras humanitárias, bem como, por suas doações a diferentes pessoas e instituições, como a Teleton Chile. Em 2008, ele doou 2 milhões de dólares à Teleton Chile, tornando-se o primeiro doador individual a doar tal quantia de dinheiro para esta campanha filantrópica. Ele também  doou 10.000 dólares a cada família dos 33 mineiros, que ficaram presos no Acidente na mina San José em 2010, no Chile. Ele doou 1 milhão de dólares para as regiões chilenas atingidas pelo terremoto de 27 de fevereiro de 2010. Ele doou água e alimentos às vitimas do Sismo do Haiti de 2010
Farkas se comprometeu a pagar as despesas hospitalares de Richard Joseph, um haitiano que salvou a vida de uma mulher haitiana que caiu do nono andar de um edificio. Richard amorteceu o impacto da queda da mulher, com parte de seu corpo. O cidadão haitiano machucou a perna direita e os seus braços, no momento do amortecimento da queda da mulher. Em 7 de fevereiro de 2018, Farkas ofereceu recompensa de 10 milhões de pesos chilenos para quem encontrasse a Emmelyn Catalina Cañales Vidal, uma menina de 11 anos que foi sequestrada em Licantén, Chile. 
Ele é um crítico da lei de doações chilenas, pois segundo ele, favorece aos ricos e não aos pobres. Por causa dessa lei de doações mal feita, segundo Leonardo Farkas, há poucos filantropos no Chile já que se castigados por doarem.
Segundo, um estudo, coordenado por Magdalena Aninat, diretora do Centro de Filantropía e Inversiones Sociales (Cefis) da Universidad Adolfo Ibáñez (UAI), que investigou a filantropia e os investimentos sociais das empresas chilenas, concluiu que "Leonardo Farkas é um ator que está impulsionando os outros a assumirem a responsabilidade filantrópica, de maneira consciente. Farkas têm um papel muito importante, ao por em evidência um modelo mais norte-americano de sucesso do mundo empresarial, na qual o sucesso alcançado é retribuído ao estender a mão aos mais necessitados na sociedade. No Chile não é comum divulgar publicamente as doações, mas com Farkas, essa realidade mudou, pois ele interpela constantemente o mundo empresarial a que se façam presentes nas obras de filantropia e isso é positivo", comentou a acadêmica da UAI.

## Religião
Farkas é conhecido por ser patrono de muitas outras instituições de caridade, incluindo o programa educacional anual Marcha da Vida (March of the Living), que leva estudantes de todo o mundo para a Polônia, para estudar a história do Holocausto e examinar as raízes do preconceito, intolerância e ódio.
Em 2014, Leonardo doou os sete Sefer Torá recém escritos, os quais foram enviados a seis continentes diferentes: África, Ásia, Austrália, Europa, América do Norte e América do Sul. Farkas tem uma grande paixão por dedicar "Torahs felizes", como ele se refere a eles, que serão utilizados em lugares com uma grande necessidade. Ao longo do tempo, ele doou muitos Sefer Torás à organização judia hassídica Chabad Lubavitch e a outras instituições do mundo inteiro.

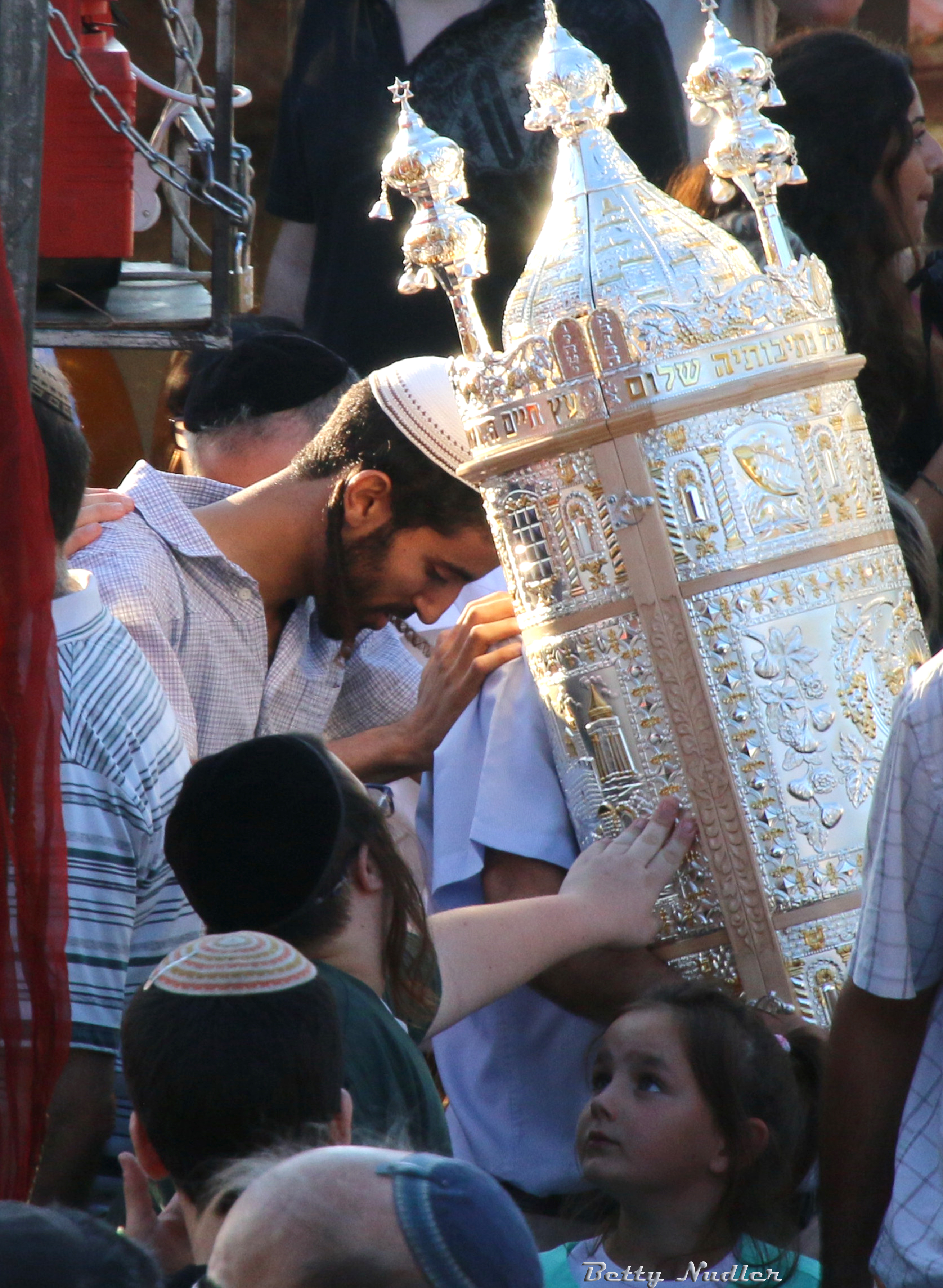
Sefer Torá